# Grins
 Grins is een gemeente in het district Landeck in de Oostenrijkse deelstaat Tirol.

## Geografie
Grins ligt in het Stanzertal aan het westelijke uiteinde van een terras dat ligt over het Landecker Becken, boven de rivier de Sanna. Het hoofddorp ligt aan de voet van de 3036 meter hoge Parseierspitze.
Tot de gemeente behoren de kernen Innerdorf, Außerdorf, Tasseier, Graf, Gurnau, Ochsenberg en Pazol. Sinds 2000 behoort ook de kern Gmar tot de gemeente.

## Geschiedenis
Het gebied rondom Grins was reeds voor de geschiedschrijving bewoond. Bewijs hiervoor is gelegen in de vondsten uit het neolithicum (ongeveer 2000 v.Chr.). Het dorp werd in 1288 voor het eerst genoemd als Grindes.
Boven Grins ligt een vroeger veelbezochte waterbron, die ook door Margaretha Maultasch vaak bezocht zou zijn. In de Middeleeuwen was Grins belangrijk voor het verkeer richting de Arlberg, maar door de bouw van een nieuwe weg in de 14e eeuw bleef Grins verder buiten schot en kon de oude dorpskern behouden blijven.
De Römerbrücke die de kloof van de Mühlbach in het dorpscentrum overspant, stamt, in tegenstelling tot wat de naam doet vermoeden, uit de 16e eeuw. Zijn naam heeft de brug waarschijnlijk te danken aan de Romeinse weg, die vroeger door Grins liep. De parochiekerk in Barokke stijl werd tussen 1775 en 1779 gebouwd in plaats van een oudere kerk. De parochiekerk werd sindsdien meerdere malen gerenoveerd. Het plafondfresco in de kerk is van de hand van Matthäus Günther.
In 1945 brandde een groot deel van het dorp af. Het werd herbouwd waarbij de originele bebouwing zo veel mogelijk werd gereconstrueerd.
Grins was vroeger met name gericht op de agrarische en toeristische sector. Inmiddels is Grins de meerderheid van de inwoners niet meer in de eigen gemeente werkzaam.
Faggen · Fendels · Fiss · Fließ · Flirsch · Galtür · Grins · Ischgl · Kappl · Kaunerberg · Kaunertal · Kauns · Ladis · Landeck · Nauders · Pettneu am Arlberg · Pfunds · Pians · Prutz · Ried im Oberinntal · Sankt Anton am Arlberg · Schönwies · See · Serfaus · Spiss · Stanz bei Landeck · Strengen · Tobadill · Tösens  · Zams
- Gemeinsame Normdatei: 4022089-8
- Virtual International Authority File: 235897079